# Nicholas Turturro
Nicholas „Nick“ Turturro (* 29. Januar 1962 in New York City, New York) ist ein US-amerikanischer Schauspieler. Bekanntheit erlangte er durch seine Rolle als Detective James Martinez in der Krimiserie New York Cops – NYPD Blue (1993–2000).

## Leben
Seine Mutter Katherine Turturro, eine Amateur-Jazzsängerin, arbeitete im Zweiten Weltkrieg auf einem Navy-Stützpunkt. Sein Vater Nicholas Turturro, der als Zimmermann und Bauarbeiter arbeitete, war als Navy-Soldat beim D-Day in der Normandie im Einsatz. Sein Bruder John Turturro und seine Cousine Aida Turturro sind ebenfalls Schauspieler. Sein anderer Bruder Ralph Turturro ist Kunstlehrer an einer Mittelschule. 
Für seine Rolle als Detective James Martinez in der ABC-Krimiserie New York Cops – NYPD Blue erhielt Turturro 1994 und 1997 zwei Emmy-Nominierungen als bester Nebendarsteller in einer Dramaserie. Zusammen mit der restlichen Besetzung der Serie wurde er außerdem 1995 mit dem Screen Actors Guild Award in der Kategorie Bestes Schauspielensemble in einer Dramaserie ausgezeichnet und bis 2000 noch fünf weitere Male nominiert. Mit seiner Rolle als Sergeant Anthony Renzulli in Blue Bloods – Crime Scene New York übernahm er von 2010 bis 2016 erneut eine wiederkehrende Rolle in einer Krimiserie.
Nicholas Turturro war von 1984 bis 1995 mit Jami Biunno verheiratet; sie haben einen Sohn. Seit 1996 ist er mit Lissa Espinosa verheiratet.

## Filmografie (Auswahl)
- 1990: Mo’ Better Blues
- 1993–2000: New York Cops – NYPD Blue (NYPD Blue, Fernsehserie, 130 Episoden)
- 1995: Schreckensflug der Boeing 767 (Falling from the Sky: Flight 174)
- 1997: Die Verschwörung im Schatten (Shadow Conspiracy)
- 1998: The Mob – Der Pate von Manhattan (Witness to the Mob)
- 2000: Hellraiser V – Inferno (Hellraiser: Inferno)
- 2005: Spiel ohne Regeln (The Longest Yard)
- 2006: World Trade Center
- 2007: King of Queens (Fernsehserie)
- 2007: Chuck und Larry – Wie Feuer und Flamme (I Now Pronounce You Chuck & Larry)
- 2008: First Sunday
- 2010–2016: Blue Bloods – Crime Scene New York (Fernsehserie, 41 Episoden)
- 2010: Takers – The Final Job (Takers)
- 2011: Der Zoowärter (Zookeeper)
- 2013: White Collar (Fernsehserie)
- 2015: Der Kaufhaus Cop 2 (Paul Blart: Mall Cop 2)
- 2018: BlacKkKlansman
- 2019: Der Name der Rose (The Name of the Rose, Fernsehserie)
- 2023: Leo (Stimme Anthonys Vater)

## Auszeichnungen
- 1995: Independent Spirit Award – Bester Nebendarsteller für Zoff in Federal Hill
- 1995: Screen Actors Guild Award – Bestes Schauspielensemble in einer Dramaserie für New York Cops – NYPD Blue
- 1996: Screen Actors Guild Award – nominiert als Bestes Schauspielensemble in einer Dramaserie für New York Cops – NYPD Blue
- 1997: Screen Actors Guild Award – nominiert als Bestes Schauspielensemble in einer Dramaserie für New York Cops – NYPD Blue
- 1997: Emmy –  nominiert als Nebendarsteller in einer Dramaserie für New York Cops – NYPD Blue
- 1998: Screen Actors Guild Award – nominiert als Bestes Schauspielensemble in einer Dramaserie für New York Cops – NYPD Blue
- 1999: Screen Actors Guild Award – nominiert als Bestes Schauspielensemble in einer Dramaserie für New York Cops – NYPD Blue
- 2000: Screen Actors Guild Award – nominiert als Bestes Schauspielensemble in einer Dramaserie für New York Cops – NYPD Blue